# Bithérapie
Une bithérapie est une polythérapie comprenant deux médicaments différents. Ce terme est souvent utilisé pour parler du traitement du SIDA, qui, le plus souvent, comprend un anti-protéique et un anti-rétroviral.